# Праздники Монголии
Здесь приводится неполный список светских праздников Монголии.
| Дата                                        | Русское название                       | Монгольское название                                | Ремарки |
| ------------------------------------------- | -------------------------------------- | --------------------------------------------------- | --- |
| 1 января                                    | Новый год                              | Шинэ жил                                            | |
| Первые сутки лунного года                   | Белый месяц                            | Цагаан сар                                          | Белый месяц празднуется по лунному календарю. Дата выпадает на число в период с конца января по начало марта по григорианскому календарю. |
| 8 марта                                     | Международный женский день             | Олон улсын эмэгтэйчүүдийн баяр                      | |
| 18 марта                                    | Праздник военных, Мужской праздник     | Эр цэргийн баяр, Эрчүүдийн баяр                     | Аналогичен российскому Дню защитника Отечества                                                                                            |
| 1 июня                                      | День защиты детей Детский праздник     | Олон улсын хүүхдийн хамгаалалтын өдөр Хүүхдийн Баяр | |
| 11—13 июля                                  | Надом; «Три мужских игры»              | Наадам, Эрийн гурван наадам                         | Праздник совпадает с летними трехдневными выходными                                                                                       |
| 29 октября                                  | День столицы \|\| Нийслэлийн өдөр \|\| |                                                     | |
| первые сутки первого зимнего лунного месяца | День гордости Монголии                 | Монгол бахархалын өдөр                              | Праздник в честь дня рождения Чингисхана. Дата выпадает на конец ноября                                                                   |
| 31 декабря                                  | Канун Нового года                      | Шинэ жилийн битүүн (урьдахь өдөр)                   | |